# Eurasische Wirtschaftsunion
Die Eurasische Wirtschaftsunion (EAWU, EAEU, EEU) ist ein von Russland initiierter Zusammenschluss mit Armenien, Belarus, Kasachstan und Kirgisistan zu einem Binnenmarkt mit Zollunion im Nordosten Eurasiens. Die Wirtschaftsunion ging mit Wirkung zum 1. Januar 2015 aus der Eurasischen Wirtschaftsgemeinschaft hervor.
Das Gründungsabkommen wurde am 29. Mai 2014 von Belarus, Kasachstan und Russland unterzeichnet, Kirgisistan trat am 12. August 2015 bei.
Ziel der Eurasischen Wirtschaftsunion ist es, den Austausch von Waren, Kapital, Dienstleistungen und Arbeit zu erleichtern. Außerdem wollen die fünf Länder nach dem Vorbild der Europäischen Union Teile ihrer Wirtschaftspolitik koordinieren.

## Name
Die Namen Eurasische Wirtschaftsunion (EAWU) und Eurasische Union (EaU) wurden im Laufe der Jahre verschiedentlich verwendet. In seiner Gründungsansprache vor dem Höchsten Eurasischen Wirtschaftsrat nutzte Wladimir Putin beide Begriffe. Die offizielle Website nutzt in der englischen Version die Bezeichnung Eurasian Economic Union mit der Abkürzung „EAEU“.

## Mitgliedstaaten
| Staat       | Unterzeichnungsdatum | Beitrittsdatum  | Einwohner in Mio.      | Fläche in km² |
| ----------- | -------------------- | --------------- | ---------------------- | ------------- |
| Armenien    | 10. Oktober 2014     | 2. Januar 2015  | 2,8 (2020)             | 29.800        |
| Belarus     | 29. Mai 2014         | 1. Januar 2015  | 9,4 (2020)             | 207.595       |
| Kasachstan  | 29. Mai 2014         | 1. Januar 2015  | 18,9 (2021)            | 2.724.900     |
| Kirgisistan | 23. Dezember 2014    | 12. August 2015 | 6,5 (Schätzung 2020)   | 199.900       |
| Russland    | 29. Mai 2014         | 1. Januar 2015  | 144,1 (Schätzung 2023) | 17.074.636    |

### Beobachterstatus
| Staat      | Status gewährt    |
| ---------- | ----------------- |
| Moldau     | 14. Mai 2018      |
| Kuba       | 11. Dezember 2020 |
| Usbekistan | 11. Dezember 2020 |
| Iran       | 26. Dezember 2024 |

## Mögliche Erweiterungskandidaten

### Ukraine
Die russische Regierung versuchte erfolglos, die Ukraine in die Planungen zur Eurasischen Wirtschaftsunion mit einzubeziehen. Im August 2013 beantragte die Ukraine einen Beobachterstatus in der Eurasischen Wirtschaftsunion. Unter Wiktor Janukowytsch hatte sich die ukrainische Regierung allerdings auch zum Ziel gesetzt, im November 2013 ein Assoziierungsabkommen mit der Europäischen Union zu unterzeichnen.
Das geplante Assoziierungsabkommen wurde einerseits aufgrund politischer Differenzen zwischen der Ukraine und der Europäischen Union und noch mehr durch den Druck Russlands im November 2013 ausgesetzt. Diese Ankündigung führte in Kiew zur Revolution des Euromaidan und zum Sturz des Präsidenten Janukowytsch und seiner Regierung. Die ukrainische Übergangsregierung unterzeichnete das Abkommen mit der EU im Frühling 2014.
Die Beziehungen zwischen Russland und der Ukraine verschlechterten sich drastisch mit dem 2014 begonnenen und 2022 auf die gesamte Ukraine ausgeweiteten Russisch-Ukrainischen Krieg. Eine freiwillige Mitgliedschaft der Ukraine wird dadurch unwahrscheinlich.

### International nicht anerkannte Staaten

#### Abchasien und Südossetien (Georgien)
Im Sommer 2013 berichteten georgische Fernsehsender, dass die international nicht anerkannten Republiken Abchasien und Südossetien in die Eurasische Wirtschaftsunion integriert werden könnten. Dazu wäre es nötig, dass Belarus, Kasachstan und Armenien die Unabhängigkeit dieser Gebiete ebenfalls anerkennen, was sie in eine offene Konfrontation mit Georgien brächte. „Deshalb hat Moskau nun den Plan ausgeheckt, die beiden Gebiete stärker zu integrieren“, sagte im Oktober 2014 der georgische Parlamentspräsident Dawit Ussupaschwili, für Georgien „ein weiterer Schritt hin zur definitiven Annexion“. Ein abchasisch-russisches Assoziierungsabkommen vom November 2014 legt fest, dass Abchasien seine Handelsgesetze an die der Eurasischen Wirtschaftsunion angleicht. Durch bilaterale abchasisch-russische und südossetisch-russische Integrationsverträge werden diese beiden Republiken de facto mit der Eurasischen Union assoziiert.

## Freihandelsabkommen

### Vietnam
Presseberichten zufolge haben Vietnam und die Eurasische Wirtschaftsunion vor dem 31. Januar 2015 die Verhandlungen zu einem Freihandelsabkommen abgeschlossen. Die Unterzeichnung fand in einer Zeremonie in der vietnamesischen Provinz Kien Giang statt. Mit ihr wurden rechtliche und praktische Barrieren in verschiedenen Bereichen wie z. B. dem Handel, geistigem Eigentum sowie Quarantänevorschriften für Pflanzen und Tiere, abgebaut.
Einer weiteren Quelle zufolge erfolgte der Abschluss des Freihandelsabkommens in Burabay, Kasachstan. Das Abkommen wurde demnach vom vietnamesischen Premierminister Nguyen Tan Dung und den Premierministern der EAWU-Mitgliedsstaaten im Beisein des Vorsitzenden der Eurasischen Wirtschaftskommission der EAWU Wiktor Christenko unterzeichnet und trat am 5. Oktober 2016 in Kraft. Dieses Freihandelsabkommen ist das erste, das die EAWU mit einem anderen Staat geschlossen hat.

### Serbien
Am 25. Oktober 2019 unterzeichneten Serbien sowie die Mitgliedsstaaten der EAWU ein Freihandelsabkommen. Das Abkommen, verhandelt seit 2016, erweitert die bisherigen bilateralen Verträge mit Russland, Belarus und Kasachstan um die weiteren Mitglieder Armenien und Kirgisistan. Demnach kann Serbien 2.000 Tonnen Zigaretten, 90.000 Liter Wein, 400 Tonnen Käse aus Kuhmilch sowie unbegrenzte Mengen an Ziegenkäse, Schafskäse und Obstbrand zollfrei in die EAWU exportieren.

## Geschichte

### Vorläufer
Die Bestrebungen zur Gründung einer Eurasischen Union gehen auf den kasachischen Präsidenten Nursultan Nasarbajew zurück, der diese 1994 ins Gespräch brachte. Zwei Jahre später, am 29. März 1996, wurde die Gemeinschaft Integrierter Staaten gegründet. Ihre Arbeit nahm sie faktisch nie auf, jedoch gründeten die fünf Mitglieder 2000 die Eurasische Wirtschaftsgemeinschaft. Ziel beider Bündnisse war der Abbau von Handelshemmnissen.

### Zollunion
Am 6. Juli 2010 wurde innerhalb der Eurasischen Wirtschaftsgemeinschaft eine Zollunion gegründet, die Russland, Belarus und Kasachstan umfasste. Alle Zollgrenzen zwischen den drei Staaten wurden bis Juli 2011 abgebaut. Die Ukraine genoss in dieser Phase durch verschiedene Freihandelsabkommen bei vielen Gütern zollfreien Zugang zum gemeinsamen Markt der Zollunion.
Im Oktober 2011 unterzeichneten Armenien, Belarus, Kasachstan, Kirgisistan, Moldau, Russland, Tadschikistan und die Ukraine ein weiteres Abkommen zur Bildung einer Freihandelszone.
Am 18. November 2011 unterzeichneten die Präsidenten von Russland, Belarus und Kasachstan ein Grundsatzabkommen, in dem die Schaffung der Eurasischen Wirtschaftsunion mit Januar 2015 festgesetzt wurde. Bereits ab 2012 sollte dabei ein Übergang in die nächste Phase der Integration stattfinden.

### Gemeinsamer Wirtschaftsraum und Streit um supranationales Parlament
Am 1. Januar 2012 wurde als nächster Schritt der gemeinsame Wirtschaftsraum (CES) in Russland, Kasachstan und Belarus verwirklicht. Damit gibt es einen gemeinsamen Wirtschaftsraum für Waren, Kapital, Dienstleistungen und Arbeit.
Dies stellt die Voraussetzung für eine stabile und effiziente Entwicklung der Volkswirtschaften der Teilnehmer und der Erhöhung des Lebensstandards dar. Der Gemeinsame Wirtschaftsraum basiert auf der Grundlage der Normen und Grundsätze der Welthandelsorganisation und ist in jeder Phase seiner Entstehung offen gegenüber dem Beitritt anderer Staaten. Der Politologe Fjodor Lukjanow meinte 2011 hierzu, dass Russland vor allem die Ukraine umwerbe: „Stimmt Kiew dem Beitritt zur Eurasischen Wirtschaftsunion zu, würde sie sofort zu einer mächtigen regionalen Struktur.“ Das hat sich 2022 mit dem russischen Überfall auf die Ukraine und deren Hinwendung zur Europäischen Union erledigt. Am 2. Februar 2012 erfolgte die Einrichtung der Eurasischen Wirtschaftskommission, die als Aufsichtsbehörde sowohl die Zollunion als auch den gemeinsamen Wirtschaftsraum reguliert.
Im Februar 2012 sagte der Vorsitzende der russischen Staatsduma Sergei Naryschkin, dass nach der Gründung der Zollunion und des gemeinsamen Wirtschaftsraums die Staaten beabsichtigen, mit der Schaffung der supranationalen Behörden zu beginnen. Da die eurasische Kommission keine gesetzgebende Funktion erhalten soll, könne man in naher Zukunft über die Errichtung eines eurasischen Parlaments sprechen. Dieses soll die Interparlamentarische Versammlung der Eurasischen Wirtschaftsgemeinschaft ablösen und Rechtsvorschriften in den grundlegenden Bereichen des Rechts entwickeln. Schlussendlich solle es ein vollwertiges, demokratisch gewähltes Parlament werden. Die drei Länder der Zollunion haben laut Naryschkin eine Arbeitsgruppe für die Bildung eines solchen neuen Parlaments organisiert. Dieser russische Vorstoß wurde vonseiten Kasachstans jedoch mit Skepsis aufgenommen, so meinte der Sekretär der kasachischen Einheitspartei, Yerlan Karin: „Man sollte nicht in die politische Komponente hineinhetzen, sondern sich auf die wirtschaftliche Integrierung fokussieren.“ Nachdem im September 2013 erneut von russischer Seite bekräftigt wurde, dass man ein eurasisches Parlament plane, stellte der Vorsitzende des kasachischen Außenkomitees Maulen Ashimbayev klar, dass Kasachstan diese Initiative nicht unterstütze: „Das Maximum, über das wir in diesem Vertrag sprechen, ist die Vereinbarung über die interparlamentarische Zusammenarbeit – und die gibt es bereits.“
Im September 2013 kündigten die Präsidenten Armeniens und Russlands an, dass der Kaukasusstaat der Zollunion und in Folge auch der Eurasischen Union beitreten werde.
Im Oktober 2013 äußerte sich der belarussische Präsident Aljaksandr Lukaschenka zu der Frage, wie tief die Integrierung der Wirtschaftsunion gehen sollte. Dabei unterstützte er die kasachische Position und meinte, man müsse das tun, was für die Menschen im Moment wichtig sei. „Wir müssen unabhängige und souveräne Staaten sein“, sagte Lukaschenko weiter. Über einen politischen Überbau und eine einheitliche Währung brauche man nicht sprechen, solange man nicht weit genug dafür gekommen sei.
Auch der kasachische Präsident Nursultan Nasarbajew bekräftigte im Dezember 2013, dass man eine politische Union ausschließe: „Bereiche wie Grenzschutz, Sicherheits- und Verteidigungspolitik, Gesundheit, Bildung (...) und Kultur haben nichts mit ökonomischer Integration zu tun und können deshalb nicht im Rahmen einer Wirtschaftsunion stattfinden. Als unabhängiger Staat kooperieren wir (auch) mit anderen Staaten und Organisationen. Die Union sollte uns dabei nicht behindern.“ Nasarbajew schlug zudem vor, die Türkei in die Union aufzunehmen, um Befürchtungen entgegenzuwirken, dass man eine „zweite UdSSR plane“.
Anfang Mai 2014 verkündete Lukaschenka nach Gesprächen mit der russischen Regierung, dass aus belarussischer Sicht alle Probleme gelöst seien.
Am 29. Mai 2014 unterzeichneten die Präsidenten von Russland, Kasachstan und Belarus den Gründungsvertrag für die Wirtschaftsunion in Astana. Die nationalen Parlamente segneten den Vertrag im September bzw. Oktober desselben Jahres ab.
Am 10. Oktober 2014 wurde ein Beitrittsabkommen mit Armenien geschlossen, am 23. Dezember eines mit Kirgisistan. Aufgrund diverser Fristen trat Kirgisistan der Union erst im Mai 2015 bei, das kirgisische Parlament hat jedoch einige Unionsgesetze verfrüht angenommen, um in diversen Bereichen schon von Jahresbeginn an zusammenzuarbeiten.

## Ratifizierung des Vertrages
| Land       | Datum der Entscheidung | Institution                       | Ja            | Nein          | Enthaltungen  | Abwesenheit   | Inkrafttreten | Quellen       |
| ---------- | ---------------------- | --------------------------------- | ------------- | ------------- | ------------- | ------------- | ------------- | ------------- |
| Belarus    | 9.10.2014              | Belarussisches Repräsentantenhaus | nicht befasst | nicht befasst | nicht befasst | nicht befasst | 1.1.2015      | [ 44 ] [ 45 ] |
| Belarus    | 9.10.2014              | Belarussischer Rat der Republik   | 64            | 0             | 0             | 0             | 1.1.2015      | [ 46 ]        |
| Belarus    | 9.10. 2014             | Präsident                         | unterzeichnet | unterzeichnet | unterzeichnet | unterzeichnet | 1.1.2015      | [ 47 ]        |
| Kasachstan | 9.9.2014               | Mäschilis                         | 101           | 0             | 3             | 4             | 1.1.2015      | [ 48 ] [ 49 ] |
| Kasachstan | 9.10.2014              | Kasachischer Senat                | nicht befasst | nicht befasst | nicht befasst | nicht befasst | 1.1.2015      | [ 50 ] [ 51 ] |
| Kasachstan | 14.10.2014             | Präsident                         | unterzeichnet | unterzeichnet | unterzeichnet | unterzeichnet | 1.1.2015      | [ 52 ] [ 53 ] |
| Russland   | 26.9.2014              | Duma                              | 441           | 0             | 1             | 8             | 1.1.2015      | [ 54 ] [ 55 ] |
| Russland   | 1.10.2014              | Föderationsrat                    | 140           | 0             | 0             | 30            | 1.1.2015      | [ 56 ] [ 57 ] |
| Russland   | 3.10.2014              | Präsident                         | unterzeichnet | unterzeichnet | unterzeichnet | unterzeichnet | 1.1.2015      | [ 58 ] [ 59 ] |

| Land       | Datum der Entscheidung | Institution                       | Ja            | Nein          | Enthaltungen  | Abwesenheit   | Inkrafttreten | Quellen       |
| ---------- | ---------------------- | --------------------------------- | ------------- | ------------- | ------------- | ------------- | ------------- | ------------- |
| Armenien   | 4.12.2014              | Nationalversammlung               | 103           | 7             | 1             | 20            | 2.1.2015      | [ 61 ] [ 62 ] |
| Armenien   | 30.12.2014             | Präsident                         | unterzeichnet | unterzeichnet | unterzeichnet | unterzeichnet | 2.1.2015      |               |
| Belarus    | 19.12.2014             | Belarussischer Rat der Republik   | nicht befasst | nicht befasst | nicht befasst | nicht befasst | 2.1.2015      | [ 63 ] [ 64 ] |
| Belarus    | 19.12.2014             | Belarussisches Repräsentantenhaus | nicht befasst | nicht befasst | nicht befasst | nicht befasst | 2.1.2015      | [ 65 ] [ 66 ] |
| Belarus    | 29.12.2014             | Präsident                         | unterzeichnet | unterzeichnet | unterzeichnet | unterzeichnet | 2.1.2015      |               |
| Kasachstan | 18.12.2014             | Mäschilis                         | nicht befasst | nicht befasst | nicht befasst | nicht befasst | 2.1.2015      | [ 67 ] [ 68 ] |
| Kasachstan | 19.12.2014             | Kasachischer Senat                | nicht befasst | nicht befasst | nicht befasst | nicht befasst | 2.1.2015      | [ 69 ] [ 70 ] |
| Kasachstan | 24.12.2014             | Präsident                         | unterzeichnet | unterzeichnet | unterzeichnet | unterzeichnet | 2.1.2015      | [ 71 ]        |
| Russland   | 10.12.2014             | Duma                              | 441           | 1             | 0             | 8             | 2.1.2015      | [ 72 ] [ 73 ] |
| Russland   | 17.12.2014             | Föderationsrat                    | 149           | 0             | 0             | 21            | 2.1.2015      | [ 74 ] [ 75 ] |
| Russland   | 22.12.2014             | Präsident                         | unterzeichnet | unterzeichnet | unterzeichnet | unterzeichnet | 2.1.2015      | [ 76 ]        |

| Land        | Datum der Entscheidung | Institution                       | Ja            | Nein          | Enthaltungen  | Abwesenheit   | Inkrafttreten | Quellen |
| ----------- | ---------------------- | --------------------------------- | ------------- | ------------- | ------------- | ------------- | ------------- | ------- |
| Armenien    | 16.6.2015              | Nationalversammlung               | 91            | 4             | 0             | 0             | 12.8.2015     | [ 77 ]  |
| Armenien    | 18.6.2015              | Präsident                         | unterzeichnet | unterzeichnet | unterzeichnet | unterzeichnet | 12.8.2015     |         |
| Belarus     | 26.6.2015              | Belarussischer Rat der Republik   | nicht befasst | nicht befasst | nicht befasst | nicht befasst | 12.8.2015     | [ 78 ]  |
| Belarus     | 30.6.2015              | Belarussisches Repräsentantenhaus | nicht befasst | nicht befasst | nicht befasst | nicht befasst | 12.8.2015     | [ 79 ]  |
| Belarus     | 24.7.2015              | Präsident                         | unterzeichnet | unterzeichnet | unterzeichnet | unterzeichnet | 12.8.2015     | [ 80 ]  |
| Kasachstan  | 1.7.2015               | Mäschilis                         | nicht befasst | nicht befasst | nicht befasst | nicht befasst | 12.8.2015     |         |
| Kasachstan  | 9.7.2015               | Kasachischer Senat                | nicht befasst | nicht befasst | nicht befasst | nicht befasst | 12.8.2015     |         |
| Kasachstan  | 5.8.2015               | Präsident                         | unterzeichnet | unterzeichnet | unterzeichnet | unterzeichnet | 12.8.2015     | [ 81 ]  |
| Kirgisistan | 20.5.2015              | Dschogorku Kengesch               | 96            | 2             | 0             | 0             | 12.8.2015     | [ 82 ]  |
| Kirgisistan | 21.5.2015              | Präsident                         | unterzeichnet | unterzeichnet | unterzeichnet | unterzeichnet | 12.8.2015     | [ 83 ]  |
| Russland    | 1.7.2015               | Duma                              | 437           | 0             | 0             | 2             | 12.8.2015     | [ 84 ]  |
| Russland    | 8.7.2015               | Föderationsrat                    | nicht befasst | nicht befasst | nicht befasst | nicht befasst | 12.8.2015     |         |
| Russland    | 13.7.2015              | Präsident                         | unterzeichnet | unterzeichnet | unterzeichnet | unterzeichnet | 12.8.2015     | [ 85 ]  |

## Ziele
Zu den Zielen der Eurasische Wirtschaftsunion gehören unter anderem:
- Abschaffung von Zollgebühren und Zollkontrollen (Zollunion)
- 2007, einheitlicher Wirtschaftsraum[86]
- 1. Januar 2015, freier Personen- und Warenverkehr, Kapitalfluss und Austausch von Dienstleistungen[87] und Arbeitskräften[88]
- freie Wahl des Ausbildungs- und Arbeitsortes
- gemeinsame Abstimmung in Bereichen wie Energie, Industrie, Landwirtschaft und Transport
- 1. Januar 2016: Gemeinsamer Markt für pharmazeutische Mittel und medizinische Geräte[89]
- 2019: Beginn gemeinsamer Energiemarkt[89] durch[veraltet]
  - 2019: Gemeinsamer Strommarkt[90]
  - 2024: Gemeinsamer Erdölmarkt[90]
  - 2025: Gemeinsamer Gasmarkt[90]
- bis 2025: Schaffung der Bedingungen für einheitlichen Finanzmarkt[89]
- gemeinsame Währung (Währungsunion)[91]

## Organisation

BIP (KKP) Vergleich (IWF, 2021, Top 10, ungeordnet): Russland (RU, braun) und die Eurasische Wirtschaftsunion (EaEU; dunkelgrau) sind rechts oben dargestellt

An der Spitze der Eurasischen Wirtschaftsunion stehen der aus den Staatschefs der Mitgliederstaaten bestehende Höchste Eurasische Wirtschaftsrat sowie der Eurasische Interregierungsrat der Ministerpräsidenten. Entscheidungen treffen diese Gremien ausschließlich im Konsensverfahren. Ein weiteres Gremium ist die Eurasische Wirtschaftskommission (EAWK) mit Sitz in Moskau, die mehr als 1000 Mitarbeiter beschäftigt. Die EAWK wurde im November 2011 nach der Unterzeichnung des Grundsatzabkommens über eurasische Integration gegründet und nahm ihre Tätigkeit am 2. Februar 2012 auf. Sie besteht aus einem Kommissionsrat, einem Kommissionskolleg und Fachabteilungen. Außerdem existiert noch das Gericht der EAWU in der belarussischen Hauptstadt Minsk. Arbeitssprache aller Gremien der Eurasischen Wirtschaftsunion ist Russisch.
Ende Januar 2015 nahm die supranationale Anti-Monopolbehörde der Eurasischen Union ihre Arbeit auf.

## Diskrepanzen und mangelnder Erfolg
Während die EAWU in Russland vom geopolitischen Blickwinkel heraus als Gegenmodell zur Europäischen Union betrachtet wird, stellen Kasachstan und Belarus ausgesprochen die wirtschaftliche Zusammenarbeit in den Vordergrund.
Anders als die von China gegründete Shanghaier Organisation für Zusammenarbeit, die tatsächlich ökonomisch und politisch an Gewicht gewinnt, besteht die von Russland geführte Wirtschaftsunion „hauptsächlich auf dem Papier“ und unterliegt – wie andere von Russland gegründete regionale internationale Organisationen – einer „Schwächung bis hin zu ersten Anzeichen von Desintegration“.
Der russische Krieg in der Ukraine hat außerdem in Kasachstan, wo vor allem im Norden des Landes eine bedeutende russische Minderheit lebt, Argwohn und Ängste gegenüber Moskau auf den Plan gerufen. Erhärtet wurde das Bedrohungsgefühl nach den Äußerungen von Putin im Treffen mit der ihm nahestehenden Jugendbewegung Naschi („Die Unsrigen“) Ende August 2014, wonach Kasachstan vor Nursultan Nasarbajew zu keinem Zeitpunkt eine eigene Staatlichkeit gehabt habe. Es sei stets Teil der „großen russischen Welt“ (siehe Russki Mir) gewesen.
Die Republik Moldau reichte im Frühjahr 2022 in Folge des Angriffskrieges auf die Ukraine ein Beitrittsgesuch zur Europäischen Union ein, welches wenige Monate später in der Verleihung des offiziellen Kandidatenstatus resultierte. 2024 begannen die Beitrittsverhandlungen, womit eine Mitgliedschaft Moldaus in der Eurasischen Wirtschaftsunion nicht absehbar ist. Darüber hinaus stimmten im Oktober 2024 knapp über 50 % der Wählerinnen und Wähler in einem Referendum für die Verankerung der EU-Mitgliedschaft in der moldauischen Verfassung.
Auch Armenien hat seit dem Nichteingreifen russischer „Friedenstruppen“ im Krieg um Bergkarabach 2020 einen neuen außenpolitischen Kurs eingeschlagen und sucht zunehmend die Nähe zu westlichen Partnern. Am 12. Februar 2025 verabschiedete das armenische Parlament einen Gesetzentwurf, der den EU-Beitritt Armeniens offiziell befürwortet. Als Reaktion darauf sprach der stellvertretende russische Ministerpräsident Alexei Owertschuk davon, dass dies den Beginn des Austritts Armeniens aus der Eurasischen Wirtschaftsunion markieren werde.
Ein hochrangiges Mitglied des usbekischen Parlaments gab im Oktober 2024 nach Prüfung von internen Dokumenten der Organisation bekannt, dass Taschkent der Eurasischen Wirtschaftsunion nicht beitreten und Beobachter bleiben werde. In einer Erklärung wurde zudem die Rolle der nationalen Souveränität in der Verfassung des Landes unterstrichen und festgestellt, dass Kasachstan aus dem Beitritt zur Union kaum einen wirtschaftlichen Nutzen gezogen habe.